# Scoglio del Convento
Lo scoglio del Convento, Madonna delle Grazie, Madonna della Pietà, Madonna d'Otok, scoglio d'Otok o Otok (in montenegrino Gospa od Milosrđa/Госпа од Милости, "Madonna della Misericordia", "Madonna della Misericordia", "Madonna della Misericordia") è un'isola dell'arcipelago di Cartolle situata in un'ansa delle Bocche di Cattaro, in Montenegro.
L'isolotto è interamente occupato dalla chiesa dedicata alla Madonna della Misericordia (originariamente della seconda metà del XV sec. e poi ricostruita nel 1854), dal convento, il chiostro e un giardino interno di circa 400 m². Sull'isola è presente anche un altare in pietra dedicato alla dea Giunone Lucina protettrice delle nascite.

## Geografia
L'isola si trova nella baia di Teodo, a sud dell'omonimo porto ed è la minore e la più occidentale del gruppo di tre isole allineate che fanno parte dell'arcipelago di Cartolle: San Marco si trova al centro e l'isola di San Michele a est. Lo scoglio del Convento dista circa 290 m da San Marco e 600 m dalla costa; misura circa 130 m per 60.
I tre isolotti dell'arcipelago dividono la parte sud-orientale della baia di Teodo in due insenature: la valle Cartolle o baia di Kartoli (uvala Krtole) e la valle Cucculina (uvala Polje). A nord, a circa 530 m, segnalata da un faro, si trova l'estremità occidentale di una lingua di terra semisommersa che parte dalla costa settentrionale di San Marco e si chiama secca Tognola (pličina Tunja).